# Manducus maderensis
Manducus maderensis är en fiskart som först beskrevs av Johnson, 1890.  Manducus maderensis ingår i släktet Manducus och familjen Gonostomatidae. Inga underarter finns listade i Catalogue of Life.